# Dispositiu de blocs
Un dispositiu de blocs, en informàtica és un component de l'ordinador en el qual en la comunicació amb la CPU (unitat central de procés) les dades es transmeten en conjunts indivisibles.
Un exemple típic de dispositiu de bloc és un disc dur, que està ordenat internament en sectors que típicament són de 512 bytes, i a l'escriure o al llegir del disc és necessari transferir aquesta quantitat d'informació com a conjunt.